# 段純貞牛肉麵餐廳
段純貞牛肉麵餐廳（英語DuanChunZhen，簡稱段純貞），是一來自臺灣新竹市的牛肉麵餐廳，創辦人樊廣志為紀念已故祖母-段純貞所創立之餐飲品牌。
段純貞目前在臺灣共有18間門市，由上櫃公司六角國際取得代理權，新竹縣市區門市為自營 。

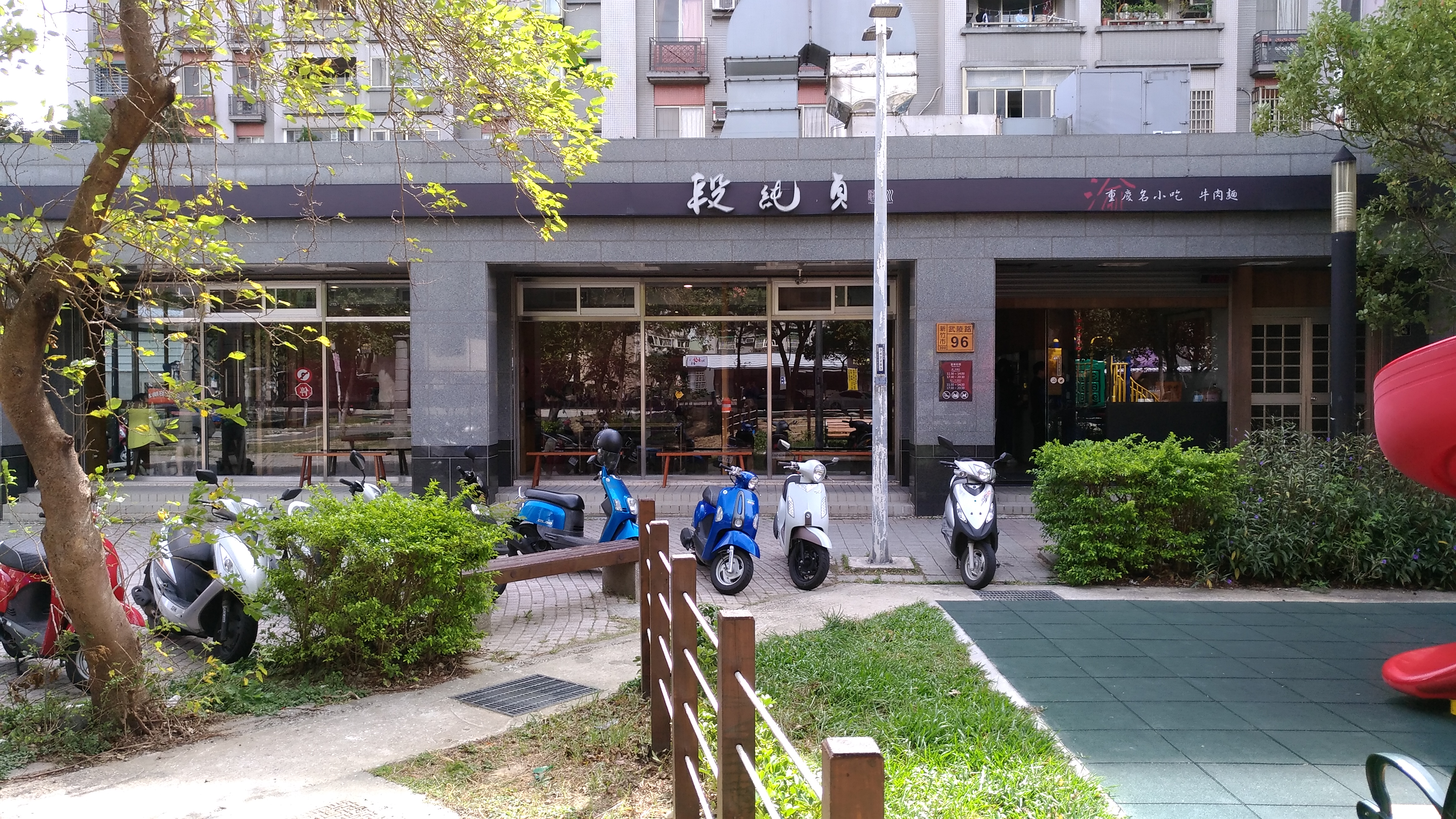
台灣新竹市段純貞武陵門市（創始店）

台灣新竹縣段純貞竹北門市

段純貞是眷村子弟樊廣志創立之牛肉麵餐廳，創辦人祖母段純貞原籍四川省遂寧市於1948年國共內戰時期來到台灣後，在台灣屏東新竹等地販售自製醬料滷水，身故後孫樊廣志感念其手藝以祖母之名於台灣新竹開設，創辦人經商頻繁來往中國大陸，將祖母眷村手藝與四川眾多種香辛料結合做出牛肉麵及特色風味麵餐點，強調多種香辛料長時間繁瑣工序才能完成，以湯濃料實在的的紅燒重口味牛肉麵及各種風味麵聞名於新竹。

## 歷史
- 2007年段純貞第一家店新竹武陵店開幕[2]。
- 2010年新竹東區開立第二家段純貞分店並將食材集中處理導入無塵室低溫熟成概念將每一塊牛肉的軟嫩度控制在一定標準。
- 2014年竹北市自建旗艦店公司正式登記為段純貞小吃店股份有限公司[3]。
- 2012年獲台灣美食教父焦桐台灣牛肉麵評鑑選為5顆星牛肉麵[4]。
- 2016年與經營珍珠奶茶起家的日出茶太台灣上櫃公司六角國際簽訂代理契約在台灣各地開設段純貞據點[1]。

## 外部連結
- 段純貞 （页面存档备份，存于）
- 段純貞牛肉麵餐廳的Facebook專頁
- duanchunzhen.tw的Instagram帳戶
- duanchunzhen.hk的Instagram帳戶
- duanchunzhen_ca的Instagram帳戶